# Baltim
Baltim (arab. بلطيم) – miasto w Egipcie, w muhafazie Kafr asz-Szajch, nad jeziorem Burullus. W 2006 roku liczyło 40 199 mieszkańców.